# Liste des comtes de Provins
Les comtes de Provins régnaient sur le comté de Provins.

## Liste des comtes
- 940-975/977 : Thibaut Ier le Tricheur (mort en 975/977), comte de Blois et de Chartres, de Tours et de Châteaudun, c'est le premier à porter le titre de comte ;
- 975/977-995/996 : Eudes Ier, (mort en 995/996), comte de Blois et de Chartres, de Tours, de Châteaudun, de Provins et de Reims, fils du précédent,
marié à Berthe de Bourgogne, fille de Conrad III le Pacifique, roi de Bourgogne de 937 à 993/994. Elle épousera Robert le Pieux en secondes noces ;
- 995/996-1004 : Thibaut II, (mort en 1004), comte de Blois, Chartres, de Tours, de Châteaudun, de Provins et de Reims, fils du précédent ;
- 1004-1037 : Eudes II, (mort en 1037), comte de Blois, de Chartres, de Tours, de Châteaudun, de Provins, de Reims, puis de Meaux et de Troyes, Champagne, (sous le nom d'Eudes Ier de Champagne), frère du précédent,
marié en premières noces en 1103 à Mathilde de Normandie,
marié en secondes noces à Ermengearde d'Auvergne ;
- 1037-1089/1090 : Thibaut III (1019-1089/1090), comte de Blois, de Chartres, de Tours jusqu'en 1044, de Châteaudun, de Provins, de Meaux et de Troyes à partir de 1063 (sous le nom de Thibaut Ier de Champagne), fils d'Eudes II et d'Ermengearde d'Auvergne. Réunit les possessions familiales ligériennes et champenoises. Son fils Hugues Ier de Champagne est le premier à porter le titre de comte de Champagne.
Marié en premières noces à Gersende du Mans, Maine,
marié en secondes noces à Adèle de Bar sur Aube, Adélaïde de Valois ;
- 1089-1102 : Étienne-Henri, (mort en 1102), comte de Blois, de Chartres et de Meaux, fils de Thibaut III et de Gersende du Maine,
marié à Adèle, fille de Guillaume le Conquérant ;
- 1102-1151 : Thibaut II, (mort en 1152), comte de Blois et de Meaux, comte de Champagne en 1125, fils du précédent.